# Иоанн Антонио Кумис
Джованни Антонио Кумис, или Хуан Антонио Кумис, а также Иоанн Антонио Кумис (исп. Joan (Juan) Antonio Cumis, итал. Giovanni Antonio Cumis; 1537, Катандзаро, Италия — 1618?, Лима, Перу) — итальянский иезуитский миссионер, монах в Перу. Автор нескольких записок, посвященных истории Инков, в частности их религии, а также системам фиксации информации — кипу и токапу, а также словаря слов кечуа, соответствующих определённым знакам токапу, используя сведения кураки Маячачика Асуайя. Являлся соратником и помощником выдающегося перуанского историка Бласа Валера.

## Биография
Как написал о нём Анелло Олива: «Брат JAC, сын земли, которую похитил сердобольный Кассиодор (490—583), ныне сын Неба», то есть житель Калабрии. Он был лишь монахом, но происходил из знаменитой фамилии Кумис из Катандзаро.
Вступил в Орден иезуитов в 1588 году.
В 1595 году, как записано в Catalogo Provinciale провинции Перу за 14 марта: он был помощником священника в Коллегии Арекипы. На тот момент ему было 58 лет, доброго нрава, 7 лет в Ордене.
Известно, что Глава Ордена Иезуитов Аквавива написал ему письмо от 26 апреля 1591 года, где просил того исправить своё прошлое, а 31 июля 1595 года ему было отказано в просьбе перевести его в Китай.

## Произведения
Кумис является соавтором записок «Historia et rudimenta linguae piruanorum» (сокращенно в научной литературе HR) — тетрадей из 12 листов, которые были начаты им около 1600 года (на лытыни), потом продолжены итальянцем отцом Анелло Олива (Anello Oliva) между 1637 и 1638 годами на итальянском языке; вместе с документом «Exsul immeritus Blas Valera populo suo» (сокращенно EI), написанного и подписанного метисом отцом Бласом Валера в Алькала де Энарес в 1618 году, оба документа являются тайными иезуитскими, то есть они не были ни редактированы, ни опубликованы, не имели и внутреннего распространения.
Однако Блас Валера утверждал, что написал EI для культурного общества своего времени, а именно: иезуитам, а также потомкам инков, комплексу той культуры, которая была перечеркнута силой навязанной испанцами конкистой. Выходит, что HR было редактируемо для донесения будущим иезуитам испытывавших уважение евангелических идей туземной культуры, идей противных всяческому насилию, в уже поднятых метисом Бласом Валерой проблемах. Интересно, что отец Анелло Олива написал первую часть HR, которую принято называть Oliva I, в 1637 году, а вторую часть, то есть Oliva II, в 1638 году, — соответственно, семь и восемь лет спустя после его произведения, предназначенного к публикации «История королевства и провинций Перу» (1630) (Historia del reino y provincias del Perú). Следовательно, тексты Oliva I и Oliva II могут рассматриваться, как пояснение и свободная исповедь истинных мыслей отца Оливы и в то же время они дают понять многие цензорские препятствия и принуждения, которым вынужден был подчиняться иезуит, чтобы добиться положения «никакого противодействия» (nihil obstat): «Моё перо здесь — это легкое почтение моим произведениям, предназначенным для публикации, без сожаления подвергнутым цензуре или чьё содержание было отпечатано по приказанию свыше», — как пишет по этому поводу Анелло Олива.
Кумис, начавший HR, утверждает, что существовал «Ковчег (Ларец)», содержавший на плитах «писанные» законы, переданных Пачакамаком Илья Тексе (Pachacamac Illa Tecce) для Апо Манко Капака (Apo Manco Capac), а, стало быть, Инки не могли быть осуждены в язычестве, потому как в этом случае идолопоклонниками были бы католические священники. Кумис также интересовался вопросом трансцендентного фонетико-слогового «письма», реализованного в кипу, королевского кипу, используемое, говорит он, для соединения знати с богами, о чем он пытался, безрезультатно, «написать» песню «Золотое Яйцо» (Huevo de Oro), являющаяся декламацией аравека [поэта], и которую он транскрибировал также латинскими буквами, но на языке кечуа, с переводом на испанский язык (не являющийся основным языком его манускрипта, в действительности написанного на латыни, но зашифрованного цифрами). Возможно, источником песни был представитель кечуа, а испаноговорящим — тот, кто был его информатором — умерший курака Майачак Асуай, которого Кумис упоминает в HR как друга отца Бласа Валера. Эта песня представляет синкретическую форму между мифом о происхождении Инков (рассказано об Айарах (los Ayares)) и христианским: он сообщает, что Создатель Неба говорит душе [сердцу] Виракочи, что он сошел оплодотворить землю, и что он будет воскрешён. В ковчеге — находятся законы Бога Ильятексе (очевидна схожесть Бога Илья Тексе и Бога христианского, в охраняемых законах в Ковчеге, и между Виракочей и Иисусом Христом, который также как и последний будет воскрешен). Возможно, то же самое будет пояснено лучше песней с рисунком без подписи. (c.3v): то есть фигура представляет писанные на кипу законы, когда они падают из Ковчега (Ларца), находящейся в небе, Солнце и Луна видят происходящее и в Земле открываются три пещеры Пакаритамбо, центральная из которых (Капактоко, давшая происхождение Инкам), украшена камнями или ценными цветами. Для пояснения темы аналогий, в маленьком словаре составленных им ключевых слов, Кумис переводит Пачакамак как Высшая суть, а Виракоча как Воплощенный Бог.
Несмотря на то, что религия инков официально считалась языческой, авторы тайных документов совершенно не считали их идолопоклонниками, а подают проблему с других позиций: Х. Кумис и П. Олива утверждают, что инки не были идолопоклонниками, потому что имели религию, настолько похожую на христианскую, что католические священники также считались бы идолопоклонниками, и они выделяли общие элементы между обеими религиями. Позиция двух итальянских иезуитов по отношению к туземному понятию священного, кажется, соединялась с идеей переоценки прав Рима относительно божественной и всемирной верховной власти короля Испании в христианизации Перу, которая, хотя и превратилась в бесполезную и жестокую резню, ведь Инки имели религию, похожую на европейскую католическую, и уже христианизованную в эпоху апостолов. Также характерной была ненависть итальянских иезуитов к колониальному правлению испанцев в Перу.

## Спорные вопросы
В городе Кито были найдены рукописи «Древние обычаи Инков» (Las Costumbres Antiguas de los Incas), которые уже в 1945 Франсиско А. Лоайса представил как работу Бласа Валера, и, согласно такому историку как Сабина Хайленд (Sabine Hyland) также случайно в Ла-Пасе, Боливия, был найден словарь, названный Vocabulario, где приводиться информация о временах Инков.
В последнее время начали распространяться новые данные относительно биографии Бласа Валера. Среди них: спорные — общность с «Новой Хроникой и Добрым Правлением» (Nueva Corónica y Buen Gobierno), книгой Гуаман Пома де Айяла, Фелипе (Felipe Guamán Poma de Ayala). Согласно итальянской исследовательнице Лаура Лауренсич Минелли, существуют три листа с рисунками в рукописном документе «История и начала перуанского языка» (Historia et Rudimenta Linguae Piruanorum), приводящих подпись «итальянского иезуита» Бласа Валера. Согласно Лауренсич Минелли, эти рисунки были нарисованы до 1618, а именно, спустя годы после официальной смерти Бласа Валеры.
Возможно, целью Валеры в Европе было представить правдивое сообщение римскому папе о завоевании Перу конкистадором Франсиско Писарро, отравившего солдат Инки Атауальпа с помощью аурипигмента (As2S3 — лимонно-жёлтый триоксид мышьяка) и вина, о чем Валера узнал от своего дедушки Ильяванка из кипу, которое подарил тому амаута Мачакуимукта (живший при Инке Атауальпа), в знак благодарности за то, что он спас ему жизнь; от своего отца Луиса Валера он получил письмо конкистадора Франсиско Чавеса (участника пленения короля инков Атауальпы), его «Сообщение Королю Испании», составленное 15 августа 1533 года в городе Кахамарка. На этом письме сохранились подписи Поло де Ондегардо («No es cosa») и Хосе де Акосты («Non D.[omino].D.[entur].Ex simus [Eversimus] — Joseph de Acosta»), идентичные уже имевшимся среди документов в архивах Перу. Глава Общества Иезуитов, Аквавива, был против намерений Валеры, потому и было принято решение признать Валеру умершим, а сам он должен быть изгнан в Испанию, где часть его работ и попала к Инке Гарсиласо де ла Вега.
Позже, однако, Валера тайно возвратился в Перу под другим именем — Руирусруна — с намерением напечатать свою версию завоевания Перу. Он сблизился с двумя другими иезуитами, а именно: Хуан Антонио Кумис и Хуан Анелло Олива. Также в группу помощников и покровителей Бласа Валера вошли и такие иезуиты: Бартоломе де Сантьяго, Хуан Гонсало Руис, Алонсо Барсана, Бартоломе Санчес, Муцио Виталески (глава Ордена), Доминго де Бермео, Диего де Ваэна (либо Дионисио Веласкес). Чтобы осуществить свои намерения, они задумали воспользоваться чужим именем, и заключили контракт по сему поводу (об использовании имени, за что обязывались заплатить одной каретой с лошадью) с Фелипе Гуаман Пома де Айяла. Контракт сохранился вместе с тетрадью Бласа Валеры и был заключен в специальном предохранительном кармане. Выполнив задуманное, Блас Валера возвратился якобы Испанию в 1618, где предположительно вскоре и умер в Алькала-де-Энарес. В том же городе находился наследник инков — Дон Мельчор Карлос Инка, изображение которого попало в книгу Гуамана Пома де Айяла и выполненное, предположительно Гонсало Руисом.
Рукопись, изученная Лауренсич Минелли, состоит из девяти листов, написанных различными лицами испанском, латинском и итальянском языках, с рисунками, сделанными соратником Бласа Валеры — тем же Гонсало Руисом. Этот текст содержит краткую грамматику кечуа, представляющего ключ к расшифровке кипу, а также счетного инструмента — юпана.
Ролена Адорно, специалист, исследовавшая Фелипе Гуаман Пома де Айала, на основании исследования Хуана Карлоса Эстенссоро (Juan Carlos Estenssoro), намекает на вероятную подделку документов, изученных Лаурой Лауренсич Минелли.
Рукопись «Exsul Immeritus Blas Valera Populo Suo», представленная Минелли, все ещё не пользуется признанием, а следовательно тайна, окутывающая прошлое Перу и этого иезуита-метиса не раскрыта окончательно.

## Издания
- Exsul immeritus blas valera populo suo e historia et rudimenta linguae piruanorum. Indios, gesuiti e spagnoli in due documenti segreti sul Perù del XVII secolo. A cura di L. Laurencich Minelli. Bologna, 2007; br., pp. 590. ISBN 978-88-491-2518-4

## Наследие
Раймондо де Сангро, принц Сан-Северо, купив рукопись HR 25 октября 1745 года у отца Ильянеса, включил в свою книгу La Lettera Apologetica, многие знаки токапу в капак-кипу, правда переделав их и придав им закругленные, а не квадратные формы.